# Julien (dessinateur)
Pour les articles homonymes, voir Julien.
Jacques Bours dit Julien, né le 5 avril 1962 à Liège et mort le 25 septembre 2023 à Beyne-Heusay (province de Liège), est un dessinateur de bande dessinée franco-belge réaliste et illustrateur belge francophone.

## Biographie

### Jeunesse et carrière
Jacques Bours naît le 5 avril 1962 à Liège. Il se forme artistiquement dans la section illustration de l'École supérieure des arts Saint-Luc de sa ville natale en même temps que Béatrice et Michel Constant. Il compte parmi ses professeurs Jean-Yves Stanicel. Il sort diplômé en 1984,. Ensuite, il effectue son service civil à l'Institut de botanique de l'Université de Liège. Pour le compte de l'ASBL Éducation-Environnement, il illustre des brochures didactiques à destination des enfants de 1984 à 1986. Il exerce son métier en tant qu'indépendant depuis 1987. Outre le travail pour la publicité, il collabore à l'animation de plusieurs dessins animés. Il dessine également pour plusieurs organisations environnementalistes et contribue à la réalisation de nombreux ouvrages scientifiques, médicaux ou encore didactiques dans le domaine de l'écologie,. La bande dessinée est néanmoins son domaine de prédilection et il collabore avec plusieurs noms de la bande dessinée belge. Il participe à différents concours et se distingue avec le deuxième prix de Bédécouvertes de l'Avouerie d'Anthisnes en 1985 et il est finaliste du concours de la ville de Liège la même année. Il contribue graphiquement et réalise la mise en couleur des deux albums collectifs Il était une fois le Mondiale publié aux éditions Paul Ide en 1990. Ces deux opus content l'histoire de la Coupe du monde de football et paraissent également en néerlandais.
Il publie sous le nom de plume Julien le court récit en 5 pages en noir et blanc Histoire de la mort stupide et absurde de ce bon vieux Pete sur un scénario de Denis Lapière dans Jet numéro 2, une publication des Éditions du Lombard en février 1990. Il coscénarise, aux côtés de Denis Lapière, l'album dessiné par Dino Attanasio intitulé Attention ça chauffe ! pour la Fondation nationale d'aide aux grands brûlés sous le parrainage de la Royale belge en 1991. L'album vise à la prévention des brûlures.
Renkin Sualem est son premier album en solo, pour lequel il écrit, conçoit et réalise le scénario, les dialogues et la mise en images, publié aux éditions Cebedoc en 1992. Il s'inspire des textes du professeur Nicolas Maurice Dehousse de l'Université de Liège et de Maggy Warnimont. Cette bande dessinée historique conte l'histoire du wallon Renkin Sualem située dans l’univers de l’immense chantier de la construction de la machine de Marly en 1687 sous le règne de Louis XIV,,.

### Travail d'assistant surRic Hochet
Il assiste le dessinateur de bande dessinée Tibet sur sa série policière Ric Hochet, scénarisée par André-Paul Duchâteau pour le 49e tome : L'Exécuteur des ténèbres en 1991 ainsi que pour le 53e tome intitulé Meurtre à l'impro en 1994.

### Illustrateur
En littérature d'enfance et de jeunesse, il illustre Don Quichotte en 1993 et Jane Eyre en 1994 dans la collection « Livre club jeunesse » des Éditions Hemma.

### Autres activités
En août-septembre 2001, il embarque comme aide-cuistot à bord du MV Greenpeace et part à la chasse aux bateaux de pêche pirates en Afrique de l'Ouest.

### Mort
Il meurt le 25 septembre 2023 à Beyne-Heusay, à l'âge de 61 ans,.

### Vie privée
Il résidait à Liège en 2023.

## Publications

### Albums de bande dessinée

#### Renkin Sualem
- Renkin Sualem 1er Ingénieur du Roy[11], Éditions Cebedoc, Liège, 1992
Scénario et dessin : Julien - Couleurs : Éric Dandoy -  (ISBN 2-87080-023-1),d'après les textes de Nicolas Maurice Dehousse et Maggy Warnimont.

#### Comme scénariste
- Attention ça chauffe !, Fondation nationale d'aide aux grands brûlés, Bruxelles, 1991
Scénario : Julien et Denis Lapière - Dessin : Dino Attanasio - Couleurs : quadrichromie,(OCLC 1400580262). L'album est traduit en néerlandais sous le titre : Pas op het brandt ![16].

#### Comme assistant sur la sérieRic Hochet
- 49. L'Exécuteur des ténèbres, Éditions du Lombard, Bruxelles, avril 1991
Scénario : André-Paul Duchâteau - Dessin : Tibet - Couleurs : quadrichromie -  (ISBN 2-8036-0855-3) — Assistants : Julien et Éric Dandoy.
- 53. Meurtre à l'Impro, Le Lombard, Bruxelles, mars 1994
Scénario : André-Paul Duchâteau - Dessin : Tibet - Couleurs : Liliane Labruyère -  (ISBN 2-80361-074-4) — Assistant : Julien.

### Collectifs
- 1. Il était une fois le Mondiale - Première partie 1930-1962[17], Paul Ide Éditions, Bruxelles, janvier 1990
Scénario : collectif - Dessin : collectif dont Julien - Couleurs : Jacques Bours, F. Daminet et C. Gillain

- 2. Il était une fois le Mondiale - Deuxième partie 1966-1990[18], Paul Ide Éditions, Bruxelles, mars 1990
Scénario : collectif - Dessin : collectif dont Julien - Couleurs : Jacques Bours, F. Daminet et C. Gillain

### En revues et journaux
- Histoire de la mort stupide et absurde de ce bon vieux Pete[19],[7] (5 planches), scénario : Denis Lapière, dans Jet no 2, Éditions du Lombard en février 1990  (ISBN 2-8036-0814-6)

### Illustration de livres jeunesse
- Marie-Françoise Perat (adaptation) (ill. Jacques Bours), Don Quichotte, Chevron, éditions Hemma, coll. « Livre club jeunesse » (no 25), 1993, 115 p., ill.; 19 cm (ISBN 2-8006-2756-5)d'après Miguel de Cervantes.
- Chantal Baligand (adaptation) (ill. Jacques Bours), Jane Eyre, Chevron, Hemma, coll. « Livre club jeunesse » (no 32), 1994, 160 p., ill.; 19 cm (ISBN 2-8006-3974-1)d'après Charlotte Brontë.

### Illustration de guides touristiques
- Christine Keulen (ill. Jacques Bours), Promenades dans la région de La Buissière (Thudinie) (guide nature), Charleroi, Charleroi ; Éducation-Environnement, 1989, 255 p., ill.; 21 cm (présentation en ligne)
- Durbuy Aventure Différentes publications illustrées destinées aux enfants : chasse aux trésors dans la ville de Durbuy. Édition Durbuy aventures J-Cl. Charlier.

#### Publicité
Diverses collaborations entre 1984 et 1995: Agence McCann Erickson - Bruxelles, Greenpeace Belgium, Jouets Broze : création du logo.

#### Livres
: document utilisé comme source pour la rédaction de cet article.
- Jean Pirotte (dir.) et Luc Courtois, Du régional à l'universel. : L'imaginaire wallon dans la bande dessinée., Louvain-la-Neuve, Fondation wallonne Pierre-Marie et Jean-François Humblet, 1999, 310 p. (ISBN 978-2-9600072-3-7 et 2960007239, OCLC 1075833932), p. 207.  lire sur Google Livres
- Jacques Fiérain, « Bours, Jacques (Julien) », dans La BD dans les provinces de Liège, Namur et Luxembourg, Charleroi, Éd. l'Âge d'or, 2004, 112 p., ill. ; 31 cm (ISBN 9782960019698, OCLC 470388297, présentation en ligne), p. 14. .
- Philippe Mellot, Michel Denni, Laurent Turpin et Isabelle Morzadec, Trésors de la bande dessinée : BDM 2025-2026 - Catalogue encyclopédique et Argus, Paris, Les Arènes, novembre 2024, 1839 p., ill. ; 23 cm (ISBN 979-10-37512-61-1, OCLC 1478218824, présentation en ligne), p. 1197. .

#### Périodiques
- « Jacques Bours / Julien », Jet, Bruxelles, Le Lombard, no 2,‎ février 1990, p. 12 (ISBN 2-8036-0814-6, ISSN 1146-2728).